# Adam Pudil
Adam Pudil (* 7. dubna 2005) je český fotbalista, který hraje jako záložník za Vlašim, kde je na hostování ze Slavie Praha.

## Klubová kariéra
Svou kariéru začal v Tatranu Supíkovice a později prošel akademií FK Jeseníky. Za A-tým Slavie Praha debutoval 10. března 2022 v Evropské konferenční lize proti LASK Linz.

## Reprezentační kariéra
Reprezentoval Česko v mládežnických kategoriích.

## Osobní život
Jeho bratr Miloš je také fotbalista.